# ちからこぶ
ちからこぶは、かつて吉本興業に所属していた日本のお笑いコンビ。2014年結成。2023年5月25日解散。

## メンバー
晃太朗（こうたろう、1992年4月13日（33歳）-）
ボケ担当、立ち位置は向かって左。
- 旧芸名及び本名は、林 晃太朗。
- 身長173 cm、体重60 kg、血液型O型。
- 福岡県筑後市出身。
- 姉、兄がいる。
- 趣味はバスケットボール、フットサル、ゲーム、剣道。
- 特技は一輪車以外のスポーツ、バク転、逆立ち大喜利。
- 教育免許を所持。
- 福岡県立八女高校卒業、大阪教育大学卒業。
- 中学時代、モバゲーのモバ小説で｢変空｣という恋空のパロディ小説を書いていた。
- 大阪ブルズ（大阪よしもとバスケ部）というバスケットボールチームに所属している。
- 吉田たちシティ（大阪よしもとサッカー部）という吉田たちこうへい率いるサッカーチームに所属している。
- カンフーカンフーのチェンとは保育園の頃からの知り合い。
- 怪談話が得意で、毎年よしもと漫才劇場の怪談ライブでも怪談を披露している。
- 飽き性ながらも最近は毎日noteを更新して頑張っている。
- X（旧Twitter）、Instagram共にアカウントにログイン出来なくなり、新たなアカウントを作っているため、フォロワーを多く失っている。その後、LINEのアカウントも消えた。機械に弱い。
- NSC在学中に元コンビ ドラゴラムで第32回今宮戎マンザイ新人コンクールの決勝に進んだ。

宮北 裕太（みやきた ゆうた、1989年5月19日（36歳）-）
ツッコミ担当、立ち位置は向かって右。
- 身長165 cm、体重77 kg（自称）、血液型O型。
- 京都府京都市伏見区出身。
- 弟が二人いる。
- 趣味は食べ歩き（担々麺）、映画鑑賞、アニメ、マンガ。
- 実家は中国料理くれたけ。
- 解散後、2024年11月29日に同期の元トノサマピエロ・元ストロベリーロマンスのCURACHIと新コンビ「XYZ」（エックスワイズィー）を結成したことを発表。このコンビ名の名付け親はkento fukaya[2]。

## 芸風
主に漫才。

## 賞レースでの戦績

### M-1グランプリ
| 年度（回）       | 結果      | エントリー No. | 会場             | 日程     |
| ---------------- | --------- | -------------- | ---------------- | -------- |
| 2015年（第11回） | 3回戦進出 | 805            | よしもと漫才劇場 | 10月26日 |
| 2016年（第12回） | 2回戦進出 | 1309           | 大丸心斎橋劇場   | 10月3日  |
| 2017年（第13回） | 2回戦進出 | 839            | YES THEATER      | 10月10日 |
| 2018年（第14回） | 3回戦進出 | 336            | よしもと漫才劇場 | 10月22日 |
| 2019年（第15回） | 3回戦進出 | 144            | よしもと漫才劇場 | 10月30日 |
| 2020年（第16回） | 1回戦敗退 | 732            | 朝日生命ホール   | 9月23日  |
| 2021年（第17回） | 3回戦進出 | 2006           | よしもと漫才劇場 | 10月25日 |
| 2022年（第18回） | 3回戦進出 | 1491           | よしもと祇園花月 | 10月26日 |

## 単独ライブ
- 2018年
  - 『ぷろていん』（3月18日、よしもと漫才劇場）
  - 4×30 合同単独『じょうわんにとうきん』（9月15日、ルミネtheよしもと）
- 2019年
  - 『べんちぷれす』（3月24日、よしもと漫才劇場）
  - 『ぷっしゅあっぷ』（5月25日、道頓堀ZAZA HOUSE）
  - 『ぷっしゅあっぷ２せっとめ』（7月2日、道頓堀ZAZA HOUSE）
  - 『ぷっしゅあっぷ３せっとめ』（9月29日、道頓堀ZAZABOX）
- 2020年
  - 『しっくすぱっど』（3月29日、よしもと漫才劇場）
  - 『しっくすぱっく』（10月23日、よしもと漫才劇場）
  - 『うでっぷし』（12月30日、よしもと漫才劇場）
- 2021年
  - 『じょうわんいっとうきん』（4月25日、よしもと漫才劇場）
  - 『じょうわんにとうきん』（6月20日、よしもと漫才劇場）
  - 『じょうわんさんとうきん』（9月28日、道頓堀ZAZA HOUSE）
  - 『じょうわんよんとうきん』（12月30日、道頓堀ZAZAHOUSE）
- 2022年
  - 『ぷっしゅあっぷ！〜Youtubeアップ用ネタ収録回〜』（3月5日、道頓堀ZAZA HOUSE）
  - 『びるどあっぷ』（7月20日、道頓堀ZAZA HOUSE）
  - 『ぱんぷあっぷ』（9月22日、道頓堀ZAZA HOUSE）

## 出囃子
- フーバーオーバー｢まみむめも｣

## 出演
テレビ
- King & Princeる。（2022年2月27日・3月6日、日本テレビ）

WEB番組
- NSC36期presents ワイスタ!（2016年8月25日 - 2018年3月15日、YouTube）

ラジオ
- オンスト（2022年1月18日、YES-fm）